# Линч, Дженнифер
Дже́ннифер Чэ́мберс Линч (род. 7 апреля 1968) — американская сценаристка и кинорежиссёр, наиболее известная по её книге «Тайный дневник Лоры Палмер» (1990) и фильму «Елена в ящике» (1993).

## Биография
Дженнифер Линч родилась 7 апреля 1968 года в Филадельфии в семье режиссёра Дэвида Линча и художницы Пэгги Риви. В трёхлетнем возрасте снималась в фильме отца «Голова-ластик». Когда Дженнифер было шесть лет, её родители развелись. Училась в Лос-Анджелесе и мичиганской Академии искусств, принимала участие в съёмках фильма «Синий бархат» в качестве ассистента продюсера. В 1990 году написала книгу «Тайный дневник Лоры Палмер», сопровождавшую телесериал «Твин Пикс». В том же году стала автором эпизода телесериала «Пятница, 13-е».
Её сценарий «Елена в ящике» заинтересовал многих актрис, включая Мадонну и Ким Бейсингер. В итоге главную роль в фильме исполнила Шерилин Фенн. Картина получила негативные отзывы (в том числе антинаграду «Золотая малина» в номинации «Худший режиссёр»). После премьеры последовали судебные разбирательства с Мадонной и Ким Бейсингер, лишённых главной роли в ленте.
На протяжении длительного времени Линч не привлекала внимание публики, занимаясь продюсированием. В 2008 году Линч появилась с фильмом «Наблюдение», дебютировавшем на Каннском фестивале, и последовавшим за ним «Нагин: Женщина-змея» (2009 год). В октябре-ноябре 2008 года Линч получила первые премии на кинофестивале в Ситжесе (Испания) и на нью-йоркском фестивале фильмов ужасов.

## Фильмография

### Режиссёр
- 1993 — Елена в ящике / Boxing Helena
- 2006 — 2014 — Ясновидец / Psych
- 2008 — Наблюдение / Surveillance
- 2009 — 2014 — Хранилище 13 / Warehouse 13
- 2010 — Нагин: Женщина-змея[англ.] / Hisss
- 2011 — Оборотень / Teen Wolf
- 2012 — На цепи[англ.] / Chained
- 2014 — Грехопадение / A Fall from Grace
- 2025 — Ватсон / Watson

### Сценарист
- 1993 — 1993 — Пятница, 13-е / Friday the 13th
- 1993 — Елена в ящике / Boxing Helena
- 2008 — Наблюдение / Surveillance
- 2010 — Нагин: Женщина-змея[англ.] / Hisss
- 2012 — На цепи[англ.] / Chained
- 2014 — Грехопадение / A Fall from Grace